# Coupe de la Ligue française de football 2003-2004
Navigation
Coupe de la Ligue française 2002-2003 Coupe de la Ligue française 2004-2005
La Coupe de la Ligue de football 2003-2004 est la dixième édition de la Coupe de la Ligue française de football. La finale a lieu le 17 avril 2004 au Stade de France et elle est remportée par le FC Sochaux face au FC Nantes (1-1 a.p., 5 tab à 4).

## Déroulement de la compétition
NB : le club inscrit en premier est le club qui joue à domicile.

### Premier tour
Les matchs ont eu lieu les 23 et 24 septembre 2003.
23 septembre
- ES Troyes AC 2 - 0 SM Caen
- FC Lorient 0 - 0 Besançon RC (3-0 aux tirs au but)
- ASOA Valence 1 - 0 SCO Angers
- Nîmes Olympique 4 - 2 Le Havre AC (après prolongation)
- FC Istres 1 - 0 LB Châteauroux
- CS Sedan-Ardennes 0 - 0 Stade de Reims (5-4 aux tirs au but)
- AS Beauvais 1 - 0 Grenoble Foot
- Clermont Foot 3 - 0 Chamois niortais FC (après prolongation)
- ES Wasquehal 1 - 2 US Créteil-Lusitanos
- Stade lavallois 0 - 2 FC Gueugnon

24 septembre
- Amiens SC 0 - 1 AS Nancy-Lorraine
- AS Saint-Étienne 1 - 0 FC Rouen

### Seizièmes de finale
Les seizièmes de finale voient l'entrée dans la compétition des équipes de première division. Les matchs ont eu lieu les 28 et 29 octobre.
28 octobre
- Olympique de Marseille 2 - 0 AS Monaco
- FC Metz 3 - 0 EA Guingamp
- RC Lens 1 - 1 Olympique lyonnais (4-2 aux tirs au but)
- ES Troyes AC 2 - 1 US Créteil-Lusitanos (après prolongation)
- RC Strasbourg 0 - 1 Girondins de Bordeaux
- CS Sedan-Ardennes 2 - 0 FC Lorient
- AJ Auxerre 1 - 0 Stade rennais FC
- AC Ajaccio 2 - 2 OGC Nice (1-4 aux tirs au but)
- Montpellier HSC 0 - 1 Clermont Foot
- FC Nantes 3 - 1 AS Nancy-Lorraine (après prolongation)
- AS Saint-Étienne 1 - 0 AS Beauvais

29 octobre
- FC Gueugnon 1 - 1 Paris SG (3-2 aux tirs au but)
- Nîmes Olympique 1 - 2 Lille OSC
- SC Bastia 1 - 0 Toulouse FC
- FC Sochaux 3 - 2 ASOA Valence (après prolongation)
- Le Mans UC 2 - 1 FC Istres

### Tableau final
À partir de ce stade de la compétition, il n'y a plus de tirage au sort et les équipes savent déjà contre qui elles vont jouer si elles passent le tour.
|  | Huitièmes de finale                      | Huitièmes de finale                      |                  |      | Quarts de finale                     | Quarts de finale                     |  |  | Demi-finales                            | Demi-finales                            |  |  | Finale                           | Finale                           |
|  | Huitièmes de finale                      | Huitièmes de finale                      |                  |      | Quarts de finale                     | Quarts de finale                     |  |  | Demi-finales                            | Demi-finales                            |  |  | Finale                           | Finale                           |
|  |                                          |                                          |                  |      |                                      |                                      |  |  |                                         |                                         |  |  |                                  |                                  |
|  | 17 décembre - Stade Léon-Bollée (ap)     | 17 décembre - Stade Léon-Bollée (ap)     |                  |      | 14 janvier - Stade Léon-Bollée (tab) | 14 janvier - Stade Léon-Bollée (tab) |  |  | 3 février - Stade de la Beaujoire (tab) | 3 février - Stade de la Beaujoire (tab) |  |  | 17 avril - Stade de France (tab) | 17 avril - Stade de France (tab) |
|  | 17 décembre - Stade Léon-Bollée (ap)     | 17 décembre - Stade Léon-Bollée (ap)     |                  |      | 14 janvier - Stade Léon-Bollée (tab) | 14 janvier - Stade Léon-Bollée (tab) |  |  | 3 février - Stade de la Beaujoire (tab) | 3 février - Stade de la Beaujoire (tab) |  |  | 17 avril - Stade de France (tab) | 17 avril - Stade de France (tab) |
|  | Le Mans UC                               | 3                                        |                  |      | 14 janvier - Stade Léon-Bollée (tab) | 14 janvier - Stade Léon-Bollée (tab) |  |  | 3 février - Stade de la Beaujoire (tab) | 3 février - Stade de la Beaujoire (tab) |  |  | 17 avril - Stade de France (tab) | 17 avril - Stade de France (tab) |
|  | Le Mans UC                               | 3                                        |                  |      | 14 janvier - Stade Léon-Bollée (tab) | 14 janvier - Stade Léon-Bollée (tab) |  |  | 3 février - Stade de la Beaujoire (tab) | 3 février - Stade de la Beaujoire (tab) |  |  | 17 avril - Stade de France (tab) | 17 avril - Stade de France (tab) |
|  | CS Sedan-Ardennes                        | 1                                        |                  |      | 14 janvier - Stade Léon-Bollée (tab) | 14 janvier - Stade Léon-Bollée (tab) |  |  | 3 février - Stade de la Beaujoire (tab) | 3 février - Stade de la Beaujoire (tab) |  |  | 17 avril - Stade de France (tab) | 17 avril - Stade de France (tab) |
|  | CS Sedan-Ardennes                        | 1                                        | Le Mans UC       | 1(4) |                                      |                                      |  |  | 3 février - Stade de la Beaujoire (tab) | 3 février - Stade de la Beaujoire (tab) |  |  | 17 avril - Stade de France (tab) | 17 avril - Stade de France (tab) |
|  | 17 décembre - Stade de la Beaujoire (ap) |                                          | Le Mans UC       | 1(4) |                                      |                                      |  |  | 3 février - Stade de la Beaujoire (tab) | 3 février - Stade de la Beaujoire (tab) |  |  | 17 avril - Stade de France (tab) | 17 avril - Stade de France (tab) |
|  |                                          | FC Nantes                                | 1(5)             |      |                                      |                                      |  |  | 3 février - Stade de la Beaujoire (tab) | 3 février - Stade de la Beaujoire (tab) |  |  | 17 avril - Stade de France (tab) | 17 avril - Stade de France (tab) |
|  | FC Nantes                                | FC Nantes                                | 1(5)             | 1    |                                      |                                      |  |  | 3 février - Stade de la Beaujoire (tab) | 3 février - Stade de la Beaujoire (tab) |  |  | 17 avril - Stade de France (tab) | 17 avril - Stade de France (tab) |
|  | FC Nantes                                | 14 janvier - Stade Jean Laville          |                  | 1    |                                      |                                      |  |  | 3 février - Stade de la Beaujoire (tab) | 3 février - Stade de la Beaujoire (tab) |  |  | 17 avril - Stade de France (tab) | 17 avril - Stade de France (tab) |
|  | Clermont Foot                            | 0                                        |                  |      |                                      |                                      |  |  | 3 février - Stade de la Beaujoire (tab) | 3 février - Stade de la Beaujoire (tab) |  |  | 17 avril - Stade de France (tab) | 17 avril - Stade de France (tab) |
|  | Clermont Foot                            | 0                                        | FC Nantes        | 0(5) |                                      |                                      |  |  |                                         |                                         |  |  | 17 avril - Stade de France (tab) | 17 avril - Stade de France (tab) |
|  | 17 décembre - Stade Jean Laville         |                                          | FC Nantes        | 0(5) |                                      |                                      |  |  |                                         |                                         |  |  | 17 avril - Stade de France (tab) | 17 avril - Stade de France (tab) |
|  |                                          | AJ Auxerre                               | 0(4)             |      |                                      |                                      |  |  |                                         |                                         |  |  | 17 avril - Stade de France (tab) | 17 avril - Stade de France (tab) |
|  | FC Gueugnon                              | AJ Auxerre                               | 0(4)             | 3    |                                      |                                      |  |  |                                         |                                         |  |  | 17 avril - Stade de France (tab) | 17 avril - Stade de France (tab) |
|  | FC Gueugnon                              | 4 février - Stade Geoffroy-Guichard (ap) |                  | 3    |                                      |                                      |  |  |                                         |                                         |  |  | 17 avril - Stade de France (tab) | 17 avril - Stade de France (tab) |
|  | SC Bastia                                | 1                                        |                  |      |                                      |                                      |  |  |                                         |                                         |  |  | 17 avril - Stade de France (tab) | 17 avril - Stade de France (tab) |
|  | SC Bastia                                | 1                                        | FC Gueugnon      | 0    |                                      |                                      |  |  |                                         |                                         |  |  | 17 avril - Stade de France (tab) | 17 avril - Stade de France (tab) |
|  | 17 décembre - Stade de l'Aube            |                                          | FC Gueugnon      | 0    |                                      |                                      |  |  |                                         |                                         |  |  | 17 avril - Stade de France (tab) | 17 avril - Stade de France (tab) |
|  |                                          | AJ Auxerre                               | 1                |      |                                      |                                      |  |  |                                         |                                         |  |  | 17 avril - Stade de France (tab) | 17 avril - Stade de France (tab) |
|  | ES Troyes AC                             | AJ Auxerre                               | 1                | 0    |                                      |                                      |  |  |                                         |                                         |  |  | 17 avril - Stade de France (tab) | 17 avril - Stade de France (tab) |
|  | ES Troyes AC                             | 14 janvier - Stade Geoffroy-Guichard     |                  | 0    |                                      |                                      |  |  |                                         |                                         |  |  | 17 avril - Stade de France (tab) | 17 avril - Stade de France (tab) |
|  | AJ Auxerre                               | 3                                        |                  |      |                                      |                                      |  |  |                                         |                                         |  |  | 17 avril - Stade de France (tab) | 17 avril - Stade de France (tab) |
|  | AJ Auxerre                               | 3                                        | FC Nantes        | 1(4) |                                      |                                      |  |  |                                         |                                         |  |  |                                  |                                  |
|  | 17 décembre - Stade Grimonprez-Jooris    |                                          | FC Nantes        | 1(4) |                                      |                                      |  |  |                                         |                                         |  |  |                                  |                                  |
|  |                                          | FC Sochaux                               | 1(5)             |      |                                      |                                      |  |  |                                         |                                         |  |  |                                  |                                  |
|  | Lille OSC                                | FC Sochaux                               | 1(5)             | 2    |                                      |                                      |  |  |                                         |                                         |  |  |                                  |                                  |
|  | Lille OSC                                |                                          |                  | 2    |                                      |                                      |  |  |                                         |                                         |  |  |                                  |                                  |
|  | AS Saint-Étienne                         | 3                                        |                  |      |                                      |                                      |  |  |                                         |                                         |  |  |                                  |                                  |
|  | AS Saint-Étienne                         | 3                                        | AS Saint-Étienne | 2    |                                      |                                      |  |  |                                         |                                         |  |  |                                  |                                  |
|  | 17 décembre - Stade du Ray               |                                          | AS Saint-Étienne | 2    |                                      |                                      |  |  |                                         |                                         |  |  |                                  |                                  |
|  |                                          | OGC Nice                                 | 0                |      |                                      |                                      |  |  |                                         |                                         |  |  |                                  |                                  |
|  | OGC Nice                                 | OGC Nice                                 | 0                | 1    |                                      |                                      |  |  |                                         |                                         |  |  |                                  |                                  |
|  | OGC Nice                                 | 13 janvier - Stade Félix-Bollaert        |                  | 1    |                                      |                                      |  |  |                                         |                                         |  |  |                                  |                                  |
|  | FC Metz                                  | 0                                        |                  |      |                                      |                                      |  |  |                                         |                                         |  |  |                                  |                                  |
|  | FC Metz                                  | 0                                        | AS Saint-Étienne | 2    |                                      |                                      |  |  |                                         |                                         |  |  |                                  |                                  |
|  | 16 décembre - Stade Félix-Bollaert       |                                          | AS Saint-Étienne | 2    |                                      |                                      |  |  |                                         |                                         |  |  |                                  |                                  |
|  |                                          | FC Sochaux                               | 3                |      |                                      |                                      |  |  |                                         |                                         |  |  |                                  |                                  |
|  | RC Lens                                  | FC Sochaux                               | 3                | 2    |                                      |                                      |  |  |                                         |                                         |  |  |                                  |                                  |
|  | RC Lens                                  |                                          |                  | 2    |                                      |                                      |  |  |                                         |                                         |  |  |                                  |                                  |
|  | Girondins de Bordeaux                    | 0                                        |                  |      |                                      |                                      |  |  |                                         |                                         |  |  |                                  |                                  |
|  | Girondins de Bordeaux                    | 0                                        | RC Lens          | 0    |                                      |                                      |  |  |                                         |                                         |  |  |                                  |                                  |
|  | 17 décembre - Stade Auguste-Bonal        |                                          | RC Lens          | 0    |                                      |                                      |  |  |                                         |                                         |  |  |                                  |                                  |
|  |                                          | FC Sochaux                               | 4                |      |                                      |                                      |  |  |                                         |                                         |  |  |                                  |                                  |
|  | FC Sochaux                               | FC Sochaux                               | 4                | 1    |                                      |                                      |  |  |                                         |                                         |  |  |                                  |                                  |
|  | FC Sochaux                               |                                          |                  | 1    |                                      |                                      |  |  |                                         |                                         |  |  |                                  |                                  |
|  | Olympique de Marseille                   | 0                                        |                  |      |                                      |                                      |  |  |                                         |                                         |  |  |                                  |                                  |
|  | Olympique de Marseille                   | 0                                        |                  |      |                                      |                                      |  |  |                                         |                                         |  |  |                                  |                                  |

À noter : Cette compétition ne comprend pas de match pour la troisième place entre les 2 perdants des demi-finales

### Finale
La finale de la Coupe de la ligue eut lieu le 17 avril 2004 au Stade de France. Au cours du temps réglementaire, les deux équipes n'ont pas réussi à se départager. En effet, après deux buts dans les vingt premières minutes — à la 13e minute de Grégory Pujol pour le FC Nantes contre un but de Sylvain Monsoreau cinq minutes plus tard pour le FC Sochaux — les deux équipes se sont neutralisées. La prolongation n'a rien changé et il a fallu attendre la séance de tirs au but pour que le FC Sochaux s'impose par 5 buts à 4.

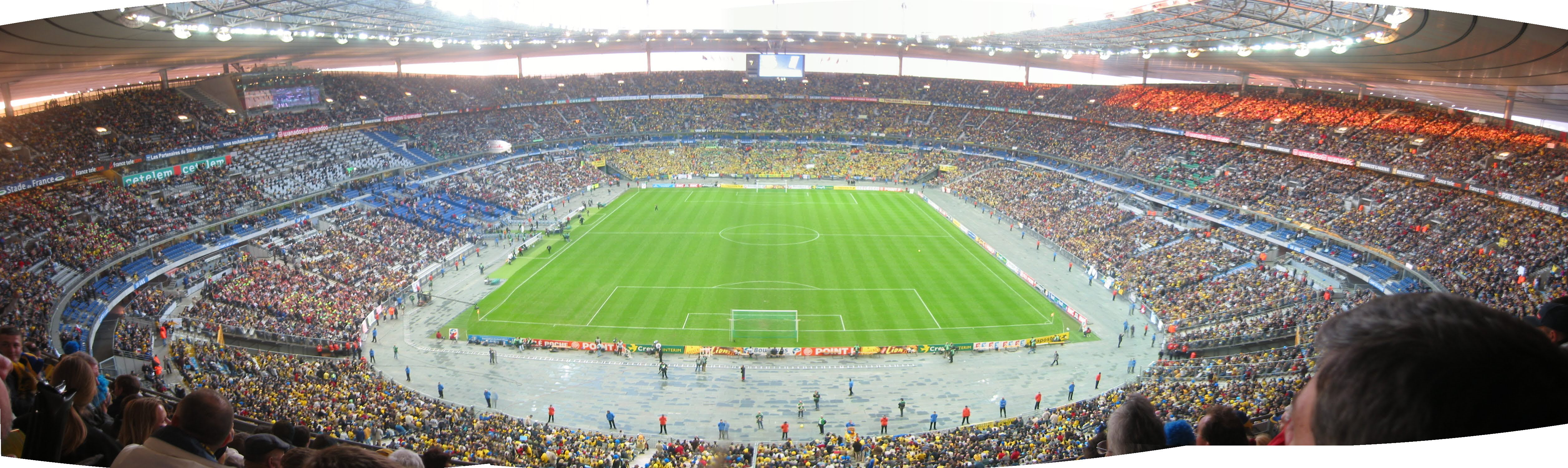
Vue de la tribune nantaise depuis la tribune sochalienne lors de la finale le 17 avril 2004

| Samedi 17 avril 2004                                                     | FC Nantes         | 1 - 1 a. p.                                                             | FC Sochaux            | Stade de France, Saint-Denis                     |                                                  |
|                                                                          | Grégory Pujol 13e | (1 - 1)                                                                 | Sylvain Monsoreau 18e | Spectateurs : 78 409 Arbitrage : Pascal Garibian | Spectateurs : 78 409 Arbitrage : Pascal Garibian |
|                                                                          | Rapport           |                                                                         |                       | Spectateurs : 78 409 Arbitrage : Pascal Garibian | Spectateurs : 78 409 Arbitrage : Pascal Garibian |
| Quint · Pujol · Yepes · Yapi · Moldovan · Armand · Landreau · Delhommeau | Tirs au but 4 - 5 | Frau · Isabey · Mathieu · Pagis · Lonfat · Diawara · Flachez · Pedretti |                       | Spectateurs : 78 409 Arbitrage : Pascal Garibian | Spectateurs : 78 409 Arbitrage : Pascal Garibian |

| FC Nantes      |    |                   |     |      |
|                |    |                   |     |      |
| Gardien de but | 1  | Mickaël Landreau  |     |      |
|                | 5  | Nicolas Gillet    |     | 71e  |
|                | 6  | Mario Yepes       |     |      |
|                | 12 | Pascal Delhommeau |     |      |
|                | 22 | Sylvain Armand    |     |      |
|                | 8  | Frédéric Da Rocha |     |      |
|                | 13 | Mathieu Berson    |     |      |
|                | 15 | Nicolas Savinaud  |     | 115e |
|                | 35 | Emerse Faé        |     | 85e  |
|                | 9  | Viorel Moldovan   |     |      |
|                | 28 | Grégory Pujol     | 13e |      |
| Remplaçants :  |    |                   |     |      |
|                | 2  | Loïc Guillon      |     | 71e  |
|                | 6  | Olivier Quint     |     | 115e |
|                | 12 | Gilles Yapi-Yapo  |     | 85e  |
| Entraineur :   |    |                   |     |      |
| Loïc Amisse    |    |                   |     |      |

| FC Sochaux     |    |                    |     |      |
|                |    |                    |     |      |
| Gardien de but | 16 | Teddy Richert      |     |      |
|                | 3  | Grégory Paisley    |     |      |
|                | 4  | Maxence Flachez    |     |      |
|                | 5  | Sylvain Monsoreau  | 18e | 100e |
|                | 19 | Philippe Raschke   |     |      |
|                | 21 | Souleymane Diawara |     |      |
|                | 10 | Wilson Oruma       |     | 60e  |
|                | 17 | Benoît Pedretti    |     |      |
|                | 25 | Jérémy Mathieu     |     |      |
|                | 11 | Francileudo Santos |     | 96e  |
|                | 13 | Pierre-Alain Frau  |     |      |
| Remplaçants :  |    |                    |     |      |
|                | 14 | Johann Lonfat      |     | 100e |
|                | 12 | Michaël Isabey     |     | 60e  |
|                | 9  | Mickaël Pagis      |     | 96e  |
| Entraineur :   |    |                    |     |      |
| Guy Lacombe    |    |                    |     |      |